# سوكرا إيتاي
سوكرا إيتاي (22 يناير 1986 في تايلاند - ) هو لاعب كرة قدم تايلندي في مركز الهجوم. لعب مع نادي تشونبوري وPhuket F.C. ‏ وإف سي بانكوك وChainat Hornbill F.C. ‏ وNara United F.C. ‏.

## وصلات خارجية
- سوكرا إيتاي على موقع قاعدة بيانات كرة القدم.إي يو (الإنجليزية)
- سوكرا إيتاي على موقع Soccerway.com (الإنجليزية)